# Naples (Illinois)
Naples es un pueblo ubicado en el condado de Scott en el estado estadounidense de Illinois. En el Censo de 2010 tenía una población de 130 habitantes y una densidad poblacional de 82,96 personas por km².

## Geografía
Naples se encuentra ubicado en las coordenadas 39°45′12″N 90°36′25″O / 39.75333, -90.60694. Según la Oficina del Censo de los Estados Unidos, Naples tiene una superficie total de 1.57 km², de la cual 1.57 km² corresponden a tierra firme y (0%) 0 km² es agua.

## Demografía
Según el censo de 2010, había 130 personas residiendo en Naples. La densidad de población era de 82,96 hab./km². De los 130 habitantes, Naples estaba compuesto por el 96.15% blancos, el 0% eran afroamericanos, el 0% eran amerindios, el 3.08% eran asiáticos, el 0% eran isleños del Pacífico, el 0% eran de otras razas y el 0.77% pertenecían a dos o más razas. Del total de la población el 7.69% eran hispanos o latinos de cualquier raza.